# Círculo de Yorosso
Yorosso es una subdivisión administrativa (cercle o círculo) de la región de Sikasso, en Malí. En abril de 2009 tenía una población censada de 211 606 habitantes y estaba formada por las siguientes comunas o municipios, que se muestran igualmente con población de abril de 2009:
- Boura 22,215
- Karangana 17,018
- Kiffosso 19,438
- Koumbia 25,435
- Koury 54,290
- Mahou 16,247
- Ménamba 10,521
- Ourikéla 23,834
- Yorosso 22,608[1]